# Gabellotto
Il gabellotto (in siciliano gabelloto), noto nel catanese come arbitriante, era colui che non era proprietario di un fondo agricolo, ma lo aveva in affitto (gabella).

## Figura storico descrittiva
Figura tipicamente diffusa nella Sicilia del XIX secolo e prima metà del XX secolo, si distingueva quindi dal proprietario, che in genere apparteneva alla classe nobiliare, ma anche dal mezzadro. Fra i gabellotti si trovava quella piccola borghesia imprenditoriale agricola che successivamente, approfittando dell'incapacità della classe nobiliare di gestire i propri feudi, se ne appropriò passando dalla condizione di affittuario a quella di proprietario.
I gabellotti rappresentavano il gruppo sociale nuovo nelle campagne siciliane del primo Ottocento ed erano il perno dell'economia quasi esclusivamente agricola della Sicilia occidentale. Essi erano i discendenti dei "servi" del feudatario e provenivano dalla corte dei signori; alcuni - pochi - fra essi guadagnavano tanto da arrivare a comprare interi feudi o parti di cui il signore si liberava; fra di loro nacquero i "baroni" (detti in siciliano cappeddi, ossia cappelli, ceto cui quel copricapo era riservato, mentre ai contadini competeva la coppula o birritta, coppola o berretto) che, con la terra, compravano il titolo dai feudatari in difficoltà economiche. Erano in stragrande maggioranza "capitalisti" ma non proprietari, perché la terra era ancora in mano ai nobili; i gabellotti possedevano il denaro contante, le sementi, le macchine agricole, il bestiame; soprattutto dalle loro file uscivano i preti, gli avvocati, i medici. Erano in prima linea, insieme coi nobili, in quella usurpazione e occupazione delle terre demaniali e degli usi civici che i contadini patiranno senza avere le armi per opporsi. I gabellotti segnarono il passare del tempo nelle arcaiche comunità agrarie della Sicilia: avevano un potere enorme, fare e disfare matrimoni, dare e togliere lavoro. In tutti questi anni, anche all'interno di una dipendenza "personale" dal signore feudale, i gabellotti seppero consolidare la loro posizione sociale, perché provvidero a tramandare all'interno delle loro famiglie i redditi e lo stesso mestiere di gabellotto, tanto da assumere i connotati di veri e propri "clan" o "consorterie".

## Letteratura
La figura del gabellotto è protagonista della novella La roba (1880) e del romanzo Mastro-don Gesualdo (1889), entrambi scritti da Giovanni Verga.